# Ceresfjellet
Ceresfjellet is met een hoogte van 1675 meter de op twee na hoogste berg op de eilandengroep Spitsbergen. De berg ligt west van de Wijdefjord en is vernoemd naar de dwergplaneet Ceres.